# 东兴区
东兴区，是中国四川省内江市所辖的一个市辖区。总面积1181平方公里，人口约85万。
东兴是国家商品粮生产基地和国家瘦肉型猪生产基地。

## 行政区划
东兴区下辖5个街道办事处、14个镇：
东兴街道、西林街道、新江街道、胜利街道、高桥街道、田家镇、郭北镇、高梁镇、白合镇、顺河镇、双才镇、杨家镇、椑木镇、石子镇、永兴镇、平坦镇、双桥镇、富溪镇和永福镇。

## 特产
东兴椒：中国地理标志产品。